# Special Olympics World Summer Games 1987
Die 7. Special Olympics World Summer Games fanden vom 1. bis 7. August 1987 in South Bend, Indiana, USA statt. Es waren die bis dahin größten Spiele von Special Olympics und das größte Amateursportereignis des Jahres.

## Bezeichnung
Die offizielle Bezeichnung lautete damals International Games, ab 1991 wurde von Special Olympics World Summer Games und Special Olympics World Winter Games gesprochen.

## Austragungsorte und Sportarten

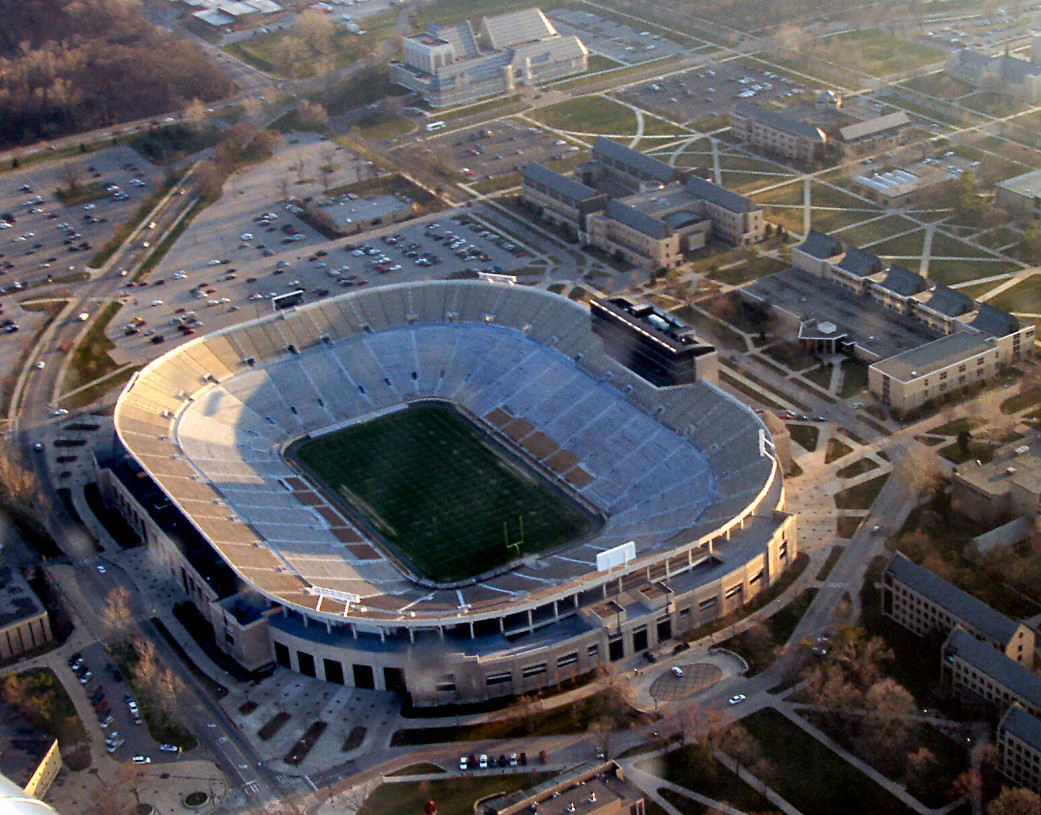
Luftbild des Notre Dame Stadium

Austragungsorte waren unter anderem die University of Notre Dame und das Saint Mary’s College.
Es wurden folgende 14 Sportarten angeboten:
- Basketball (Special Olympics): Notre Dame ACC
- Bowling (Special Olympics): Chippewa Bowl
- Radsport (Special Olympics): Saint Mary’s College
- Reiten (Special Olympics): Saint Mary’s College
- Fußball (Special Olympics): Notre Dame Cartier Field
- Kraftdreikampf (Special Olympics): Notre Dame Washington Hall
- Turnen (Special Olympics): Notre Dame ACC
- Leichtathletik (Special Olympics): N. D. Cartier Field
- Roller Skating (Special Olympics): Notre Dame Stepan Center
- Schwimmen (Special Olympics): Notre Dame Rolfs Aquatic Center
- Softball: Notre Dame Stepan Center
- Tennis (Special Olympics): Notre Dame Courtney Courts
- Tischtennis (Special Olympics): Notre Dame ACC
- Volleyball (Special Olympics): Saint Mary’s Angela

Tischtennis, Tennis und Fußball sind seit 1987 Special-Olympics-Sportarten.

## Teilnehmer
Über 4.700 Athleten aus 72 Ländern (nach einer anderen Quelle: 60 Ländern) nahmen an den Spielen teil. Es waren die bis dahin größten Spiele von Special Olympics und das größte Amateursportereignis des Jahres.
Teilnehmende Länder waren unter anderem:
| Afrika (4 Delegationen)                                                                  | Afrika (4 Delegationen)                                              | Afrika (4 Delegationen) |
| ---------------------------------------------------------------------------------------- | -------------------------------------------------------------------- | --- |
| - Eswatini                                                                               | - Kenia - Nigeria                                                    | - Simbabwe |
| Pazifisches Asien (11 Delegationen)                                                      |                                                                      | |
| - Australien - Volksrepublik China - Chinesisch Taipeh                                   | - Hongkong - Indien - Japan - Südkorea                               | - Macau - Neuseeland - Philippinen - Singapur                                                                                     |
| Europa und Eurasien (19 Delegationen)                                                    |                                                                      | |
| - Belgien - Frankreich - Deutschland - Gibraltar - Vereinigtes Königreich - Griechenland | - Irland - Israel - Italien - Monaco - Norwegen - Österreich - Polen | - Portugal - San Marino - Spanien - Schweiz - Türkei - Zypern                                                                     |
| Lateinamerika (15 Delegationen)                                                          |                                                                      | |
| - Argentinien - Bolivien - Brasilien - Chile - Costa Rica                                | - Kuba - El Salvador - Guatemala - Honduras - Kolumbien              | - Panama - Paraguay - Peru - Uruguay - Venezuela                                                                                  |
| Mittlerer Osten und Nordafrika (2 Delegationen)                                          |                                                                      | |
| - Jordanien                                                                              | - Marokko                                                            | |
| Nordamerika (17 Delegationen)                                                            |                                                                      | |
| - Samoa - Antigua und Barbuda - Bahamas - Barbados - Bermuda - Kanada                    | - Guam - Guyana - Jamaika - Mexiko - St. Kitts und Nevis             | - St. Lucia - St. Vincent und die Grenadinen - Suriname - Trinidad und Tobago - Vereinigte Staaten - Amerikanische Jungferninseln |

Das australische Team bestand aus 23 Athleten und war in den Sportarten Schwimmen, Leichtathletik und Fußball aktiv.

## Programm

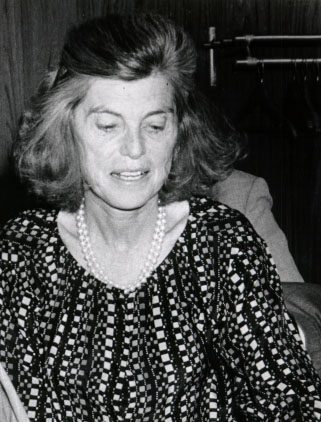
Eunice Kennedy-Schreiber, Gründerin von Special Olympics

### Eröffnungszeremonie
Die Eröffnungszeremonie fand im Notre Dame Stadium statt. Der amerikanische Komponist John Williams hatte hierfür den „jazzigen, hoffentlich euphorischen Marsch“ We’re Lookin’ Good! komponiert.
Eunice Kennedy-Shriver, die Gründerin von Special Olympics, nahm an den Spielen teil und hielt eine Rede bei der Eröffnungsfeier. Anwesend waren auch Whitney Houston, Oprah Winfrey, Jane Fonda und Arnold Schwarzenegger.

### Law Enforcement Torch Run (LETR) Final Leg
1987 wurde erstmals der Law Enforcement Torch RUN (LETR) Final Leg durchgeführt.
Mehr als 30.000 Polizeibeamte, Feuerwehrleute und andere Sicherheitsbeauftragte aus allen Staaten der USA und sieben weiteren Ländern liefen im Juli 1987 für Special Olympics 26.000 Meilen mit der olympischen Fackel. Die Flamme der Hoffnung symbolisiert Mut und die Würdigung der Diversität, für die die Special-Olympics-Bewegung steht. Es wurden mehr als 2 Millionen US-Dollar an Spenden gesammelt. Die Strecke verlief von Soldier Field in Chicago, wo 1968 die ersten Special-Olympics-Spiele stattgefunden haben, zum Notre Dame Stadium in South Bend, wo an der Fackel bei der Eröffnungsfeier das olympische Feuer entzündet wurde.

### Schlusszeremonie
Die Schlusszeremonie fand am 7. August 1987 im Edmund P. Joyce Athletic and Convocation Center statt. Vizepräsident George H. W. Bush erinnerte die Teilnehmer daran, dass sie alle Gewinner seien.

## Motto
Das Motto lautete Special Olympics Uniting the World.

## Rezeption
Am 31. Juli 1987 waren die Spiele auf den Titelseiten von Sports Illustrated und Time Magazine.